# Álex Sánchez López
Alejandro Sánchez López (Zaragoza, Aragón, España, 6 de junio de 1989), conocido deportivamente como Álex Sánchez, es un futbolista español que juega como delantero en el Utebo FC de la Segunda División RFEF. Fue el primer jugador sin mano que debutó en la Primera División de España, hecho que se produjo con el Real Zaragoza en 2009.

## Trayectoria
Formado en las categorías inferiores del Real Zaragoza debuta en 2008 con el Universidad-Real Zaragoza "C", por entonces segundo filial del equipo maño, pasando posteriormente por el Real Zaragoza "B" y finalmente el primer equipo, con el que hace su debut en Primera División de España contra el Valencia en el Estadio de Mestalla sustituyendo a Ángel Lafita en el minuto 73 del encuentro que finalizaría con la victoria ché por 3-1.
Al año siguiente con la finalización de su contrato y no llegando a ser parte de la primera plantilla, no renueva por el filial zaragocista y acaba fichando por el Club Deportivo Teruel.
Después pasaría por el Club Deportivo Tudelano, en el que daría un gran rendimiento, llamando la atención del Club Atlético Osasuna, que lo ficharía en verano de 2015. En el mercado de invierno de 2016 vuelve al club ribereño, cedido por Osasuna hasta final de temporada.
En 2018 marcharía a Australia para jugar en el Sydney Olympic Football Club en el que competiría dos temporadas.
Volvería al Club Deportivo Tudelano en el mercado de invierno de 2020, club en el que consagraría como el máximo goleador histórico del club en la ya extinta Segunda División B, donde jugaría hasta en cuatro etapas diferentes.
El 30 de julio de 2021, firma por la S. D. Ejea de la Segunda División RFEF.
El 10 de enero de 2023, Álex es cedido al Utebo FC de la Segunda División RFEF. En sus primeros 9 partidos lograría la cifra de 4 goles.

## Clubes
| Club                 | País      | Año             |
| -------------------- | --------- | --------------- |
| Real Zaragoza "C"    | España    | 2008-2009       |
| Real Zaragoza "B"    | España    | 2008-2011       |
| Real Zaragoza        | España    | 2009-2010       |
| C. D. Teruel         | España    | 2011-2012       |
| C. D. Tudelano       | España    | 2012-2015       |
| C. A. Osasuna        | España    | 2015-2016       |
| C. D. Tudelano       | España    | 2016            |
| C. A. Osasuna "B"    | España    | 2016-2017       |
| C. D. Tudelano       | España    | 2017            |
| Sydney Olympic F. C. | Australia | 2018-2020       |
| C. D. Tudelano       | España    | 2020-2021       |
| S. D. Ejea           | España    | 2021-actualidad |
| Utebo FC (cedido)    | España    | 2023-actualidad |